# Bão Goni (2009)
Bão Goni, được biết đến ở Philippines với tên gọi Bão Jolina, hay Bão số 6 năm 2009 tại Việt Nam. Cơn bão có diễn biến khiến nhiều nhà khí tượng bất ngờ.

## Cấp bão
- Cấp bão (Việt Nam): cấp 8 ~ cấp 9 - bão nhiệt đới.
- Cấp bão (Nhật Bản): 40 hải lý / 1 giờ - bão nhiệt đới. Áp suất:988 mbar (hPa).
- Cấp bão (Hoa Kỳ): 45 hải lý / 1 giờ - bão nhiệt đới.

## Lịch sử khí tượng
Cuối ngày 25 tháng 7, JTWC báo cáo rằng một khu vực đối lưu đã hình thành trong một rãnh gió mùa khoảng 815 km (506 dặm) về phía đông bắc Guam. Đối lưu sâu sắc đang bùng nổ xung quanh trung tâm lưu thông cấp thấp. Một cơn bão cấp cao và một máng tropospheric nhiệt đới phía trên đang cung cấp dòng chảy. Trong vài ngày tới, sự xáo trộn dần dần phát triển trước khi sự xáo trộn được tuyên bố là tiêu tan sớm vào ngày 28 tháng 7 vì trung tâm lưu thông cấp thấp không được xác định rõ ràng và việc cắt gió dọc cao hơn ảnh hưởng đến hệ thống. Tuy nhiên, sự xáo trộn được tái sinh sớm vào ngày 30 tháng 7 trong khi nằm khoảng 630 km (390 dặm), trung tâm lưu thông cấp thấp của nhiễu loạn được kéo dài với các dấu hiệu của nhiều trung tâm lưu thông. Cuối ngày hôm đó, PAGASA báo cáo rằng sự xáo trộn đã phát triển thành một áp thấp nhiệt đới và gán tên địa phương của nó là Jolina. Jolina sau đó tăng cường thêm vào đầu ngày hôm sau và đã được báo cáo là đã trở thành một cơn bão nhiệt đới của PAGASA, với JMA chỉ định nó như là một trầm cảm sau ngày hôm đó. Đầu ngày 1 tháng 8, JTWC đã ban hành một Cảnh báo Hình thành Cơn bão Nhiệt đới khi sự đối lưu sâu sắc đã tăng lên và bắt đầu củng cố xung quanh một trung tâm lưu thông. Tuy nhiên, sau buổi sáng hôm đó, Jolina đã đổ bộ gần Casiguran, ở tỉnh Aurora của Philippines trước khi nổi lên biển Đông sau ngày hôm đó. Đầu ngày hôm sau, JTWC cấp lại TCFA của họ trong khi PAGASA đã đưa ra cảnh báo cuối cùng về Jolina khi họ rời khỏi khu vực trách nhiệm của họ hướng tới một vùng đất đổ bộ vào Trung Quốc. Sau đó, JTWC đã xác định mức độ trầm cảm là 08W vào ngày hôm đó vì hình ảnh hồng ngoại đã cho thấy sự đối lưu sâu sắc được đưa vào trung tâm lưu thông cấp thấp. Trong ngày 3 tháng 8, JMA báo cáo rằng áp thấp nhiệt đới đã tăng cường thành một cơn bão nhiệt đới và giao Goni cho cơn bão. Vào năm 1700 UTC ngày 4 tháng 8, Goni đã hạ cánh xuống Ma Cao thứ hai. Đầu ngày hôm sau, JTWC đã đưa ra cảnh báo cuối cùng về Goni. Vào ngày 7 tháng 8, JTWC lưu ý rằng phần còn lại của Goni đã tái nhập vào Vịnh Bắc Bộ và có cơ hội tái sinh kém. Sau đó trong ngày, JTWC đã cấp lại các khuyến cáo về hệ thống nâng cấp nó lên một cơn bão nhiệt đới gần đảo Hải Nam.

## Ảnh hưởng

### Philippines
Khi gần Philippines,nó đã ảnh hưởng 38.589 gia đình hoặc 160.038 người ở 119 làng ở 25 thị trấn và năm thành phố ở Ilocos Sur, Batangas, Cagayan, Nueva Ecija, Rizal, Mindoro Occidental, Palawan, Iloilo, Negros Occidental, Lanao del Sur và thị trấn Sultan Kudarat ở Maguindanao.Ba người chết và 5 người mất tích.

### Trung Quốc
Ở tỉnh Hải Nam có khoảng 92.000 người đã được chính quyền sơ tán, 575 ngôi nhà bị phá hủy và 2.311 căn nhà bị hư hại.